# أرشيبالد جي. ماسون
أرشيبالد جي. ماسون هو سياسي كندي، ولد في 9 فبراير 1889، وتوفي في 12 أكتوبر 1974. نشط حزبياً في الحزب الليبرالي في نوفا سكوشا ‏.